# HMS St George (1840)
HMS St George — британский парусный линейный корабль 1 ранга. Спущен на воду 27 августа 1840 года в Плимуте.
В 1859 году на королевской верфи в Девонпорте переделан в винтовой. Примечательно, что в работах по установке паровой машины участвовал будущий главный строитель Королевского флота Уильям Генри Уайт.